# Bagodares pallidicosta
Bagodares pallidicosta es una especie de polillas de la familia Geometridae. La especie fue descrita por primera vez por William Warren habiendo sido descrita en 1905, con distribución en Ecuador. El holotipo de la epecie fue descrito a nivel del Río Cayapas.

## Descripción
Es una polilla mediana con una envergadura de 30 milímetros (1,2 plg). El ala anterior es gris púrpura pálido, con una mancha costal de color blanco y crema que se extiende desde un cuarto de la costa, donde es puntiaguda, para cerrar antes del ápice, donde toca la vena 6. Cuenta con estrías grises a lo largo del borde costal. Debajo de esta mancha corre un tono oscuro de marrón y líneas finas, marrones.
El ala posterior cuenta con la base gris pálido, limitada por una línea recta, continuando la segunda del ala anterior. El espacio entre la línea interna y la externa se ve teñido de marrón oliva, conteniendo una mancha celular ovalada bastante grande de color amarillento pálido. La parte inferior de las alas es gris pálido, con pecas más oscuras y con una nube fusco submarginal, visible solo en las alas anteriores.
El tórax y abdomen son gris pálido con variaciones de color más oscuro. Los hombros, collar, cara y palpos son marrón oliva, con el vértice ocre y las antenas blanquecinas.